# جیمز آلگار
جیمز آلگار (انگلیسی: James Algar؛ ۱۱ ژوئن ۱۹۱۲ – ۲۶ فوریهٔ ۱۹۹۸) فیلم‌نامه‌نویس، کارگردان و تهیه‌کننده اهل ایالات متحده آمریکا بود. وی بین سال‌های ۱۹۳۴ تا ۱۹۷۷ میلادی فعالیت می‌کرد.